# Röykkä
Röykkä är en tätort i Nurmijärvi kommun i Nyland, nära Vichtis kommun. Det finns en regionalväg 132 genom byn, med södra änden som sträcker sig till Klövskog och norra änden till Loppis.
Röykkä är den fjärde största av byarna i Nurmijärvi. Röykkä har en befolkning på cirka 2 200 (2018).
I norra delen av Röykkä finns ett före detta art Nouveau-stylat tuberkulos sanatorium som kallas Nummela Sanatorium ritad av arkitekt Magnus Schjerfbeck (1903). Sanatoriet stängdes 1932 och ersattes av ett mentalsjukhus.

## Befolkningsutveckling
| Befolkningsutvecklingen i Röykkä 2011–2015 | Befolkningsutvecklingen i Röykkä 2011–2015 | Befolkningsutvecklingen i Röykkä 2011–2015 | Befolkningsutvecklingen i Röykkä 2011–2015 | Befolkningsutvecklingen i Röykkä 2011–2015 |
| ------------------------------------------ | ------------------------------------------ | ------------------------------------------ | ------------------------------------------ | ------------------------------------------ |
|                                            |                                            |                                            |                                            |                                            |
| År                                         |                                            |                                            | Folkmängd                                  |                                            |
| 2011                                       | 2011                                       |                                            | 1 625                                      |                                            |
| 2015                                       | 2015                                       |                                            | 1 652                                      |                                            |